# Biebertal
Biebertal – miejscowość i gmina w Niemczech, w kraju związkowym Hesja, w rejencji Gießen, w powiecie Gießen. 30 czerwca 2015 liczyła 10 010 mieszkańców.

## Współpraca
Miejscowości partnerskie:
- Denbigh, Wielka Brytania
- Eibenstock, Saksonia
- Sarrians, Francja